# Dilshod Rahmatullaev
Dilshod Rahmatullaev (* 17. Februar 1989 in Taschkent) ist ein usbekischer Fußballspieler.

## Karriere

### Verein
Seit dem Jahr 2010 spielt Rahmatullaev bei Lokomotiv Taschkent und wurde in der Spielzeit 2011 an den FK Olmaliq verliehen. Im Frühjahr 2014 wechselte er von Lokomotiv Taschkent zum türkischen Zweitligisten Şanlıurfaspor. Da er usbekischer Staatsbürger ist, wird er hier unter einem gesonderten Status spielen und somit kein regulären Ausländerplatz belegen.

### Nationalmannschaft
Rahmatullaev absolvierte im Jahr 2012 zwei Länderspiele für die usbekische Nationalmannschaft. Er wurde in den Länderspielen gegen Japan (1:0) und Südkorea (2:4) jeweils eingewechselt.